# Walwyn’s Castle
Walwyn’s Castle (walisisch Castell Gwalchmai) ist eine Community in Pembrokeshire im südwestlichen Wales. 2011 hatte die aus den drei Wards Walwyn’s Castle, Robeston West und Hasguard bestehende Community 355 Einwohner.
Die Pfarrkirchen St James the Great in Walwyn’s Castle, St Andrew in Robeston West und St Peter in Hasguard stehen unter Denkmalschutz. In Walwyn’s Castle befinden sich Überreste der normannischen Burg Walwyn’s Castle, die in einem eisenzeitlichen Fort errichtet wurde und der Legende nach das Grab von Gwalchmai, dem Neffen König Artus, sein soll.